# Bilting
Bilting – osada w Anglii, w hrabstwie Kent, w dystrykcie Ashford. Leży 30 km na wschód od miasta Maidstone i 82 km na południowy wschód od centrum Londynu. Miejscowość liczy 366 mieszkańców.